# Dennis van Wijk
Dennis van Wijk, né le 16 décembre 1962 à Oostzaan (Pays-Bas), est un footballeur néerlandais devenu entraîneur.

## Biographie
Il a évolué comme arrière gauche, principalement à Norwich City et au FC Bruges.
Il termine sa carrière au FC Knokke, où il devient en 1994, entraîneur-joueur.
Il a dirigé les joueurs du KV Ostende, Cercle Bruges, KSV Roulers, Willem II Tilburg, KV Ostende une deuxième fois, et Saint-Trond VV.
Il entraîne à nouveau l'équipe de KSV Roulers d'octobre 2008 jusqu'en juillet 2010.
Il dirige du 25 janvier 2011 au 28 février 2012 l'équipe du RAEC Mons.
Il entraîne le Sporting Charleroi depuis le 5 mars 2012.
Malgré la montée du Sporting Charleroi en Jupiler Pro League, van Wijk, sans nouvelles d'Abbas Bayat, décide de quitter le club et signe un contrat d'un an avec le Royal Antwerp Football Club.
Le club anversois essaye depuis sa relégation de remonter en D1 et avait donc une fois de plus cet objectif pour la saison 2012-2013.
Cependant, la saison ne fut pas très convaincante, le club finissant 10e avec 45 points.  C'est sans grande surprise que le club décida de se séparer du coach néerlandais.
Dennis Van Wijk ne resta pas longtemps sans club car il signe pour entraîner le KVC Westerlo, qu'il parvint à faire remonter en Jupiler Pro League au terme de la saison 2013-2014. La saison 2014-2015 démarre très bien pour le club avec une place dans le top 6 dès les premiers matchs mais, au fil des semaines, le club dégringole lentement à la 13e place et ne compte que 3 points d'avances sur le 1er rélégable à la fin du 1er tour.  De ce fait, Van Wijk est limogé du club le 3 janvier 2015.
Le 18 mars 2015, Van Wijk est engagé au Cercle Bruges dans le but de le sauver de la relégation.  Il quitte le club en mai 2015.
En juin 2015, il est nommé au KMSK Deinze. À la suite de mauvais résultats, il est remercié début novembre 2015.
Le 25 février 2016, il est nommé à la tête du club anversois, le FCO Beerschot Wilrijk, en division 3. 
Malgré le titre de champion de D3 et la montée en division 1 amateur, il n'est pas reconduit dans ses fonctions et est remplacé le 12 mai 2016 par Marc Brijs.
Le 19 janvier 2017, Van Wijk signe à Oud-Heverlee Louvain et succède à Emilio Ferrera.
Il y est limogé de le 22 septembre 2017 malgré un bon début de championnat en Proximus League.
Il signe le 1er octobre 2017 au KSV Roulers. C'est son 3e passage dans le club flandrien.
Il y est limogé le 19 janvier 2018.
Le 24 janvier 2018, il signe au FC Malines, avant-dernier de la Pro League, avec pour mission de le maintenir en D1A.  Il ne parvient pas à maintenir le club malinois en D1A mais les dirigeants de Malines décident de continuer avec lui en D1B.  Il est limogé du club le lundi 20 août 2018 après un début de championnat manqué en D1B (2 partages, 1 défaite).
Le 31 décembre 2019, un accord verbal est trouvé entre Dennis Van Wijk et le KV Ostende pour un contrat de 6 mois.
Il remplace Kare Ingebrigtsen, parti entraîner en Chypre.
Le 2 mars 2020, Dennis Van Wijk est démis de ses fonctions, le club côtier étant classé avant-dernier du championnat et le coach batave n'ayant remporté qu'une seule victoire en 8 matches.
Van Wijk est parvenu, au cours de sa carrière d'entraîneur, à faire remonter cinq clubs de D2 en D1. Il s'agit de :
- KV Ostende (champion au terme de la saison 1997-1998),

- KSV Roulers (promu via le tour final au terme de la saison 2004-2005),

- RAEC Mons (promu via le tour final au terme de la saison 2010-2011),

- Charleroi SC (champion au terme de la saison 2011-2012),

- KVC Westerlo (champion au terme de la saison 2013-2014).

## Palmarès de joueur
- Vainqueur de la League Cup en 1985 avec Norwich City
- Champion d'Angleterre D2 en 1986 avec Norwich City
- Champion de Belgique en 1988 avec le FC Bruges
- Vainqueur de la Supercoupe de Belgique en 1988 avec le FC Bruges

## Palmarès comme entraîneur
- Champion de Belgique de Division 2 en 1998 avec le KV Ostende
- Champion de Belgique de Division 2 en 2012 avec le Sporting Charleroi
- Champion de Belgique de Division 2 en 2014 avec le KVC Westerlo